# Marche des zombies
Une marche des zombies ou marche morte-vivante (de l'anglais : zombie walk [ˈzɑmbi wɑk]) est une manifestation publique  au cours de laquelle les participants sont déguisés et grimés à l'aide de maquillage plus ou moins réaliste en zombies. Des marches des zombies ont été organisés dans plusieurs villes, principalement nord-américaines, depuis 2005. 
Des marches de zombies ont eu lieu en 2003 à Sherbrooke, au Québec, avec une soixantaine de participants sur un trajet d'un kilomètre. Ainsi qu'en 2004, avec près de 200 participants.
En 2011, des marches avec une connotation politique et contestataire ont été organisés, en défilant notamment aux côtés des Indignés.
Ces manifestations existent en France depuis 2008, et se sont déroulées pour la première fois à Lyon. D'autres villes telles que Bordeaux, Paris, Rennes, Lille ou encore Montpellier ont également organisé leur propre marche des zombies.

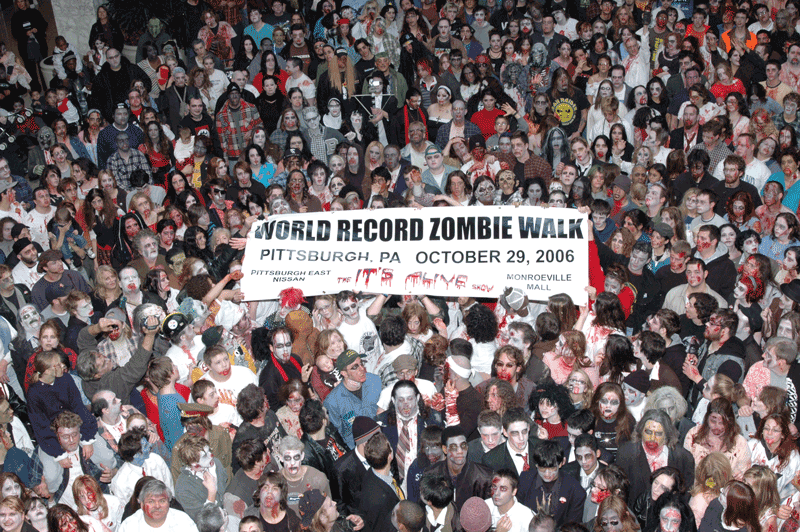
Un zombie day à Pittsburgh (2006).
- Stockholm Zombie Walk, Juin 2010
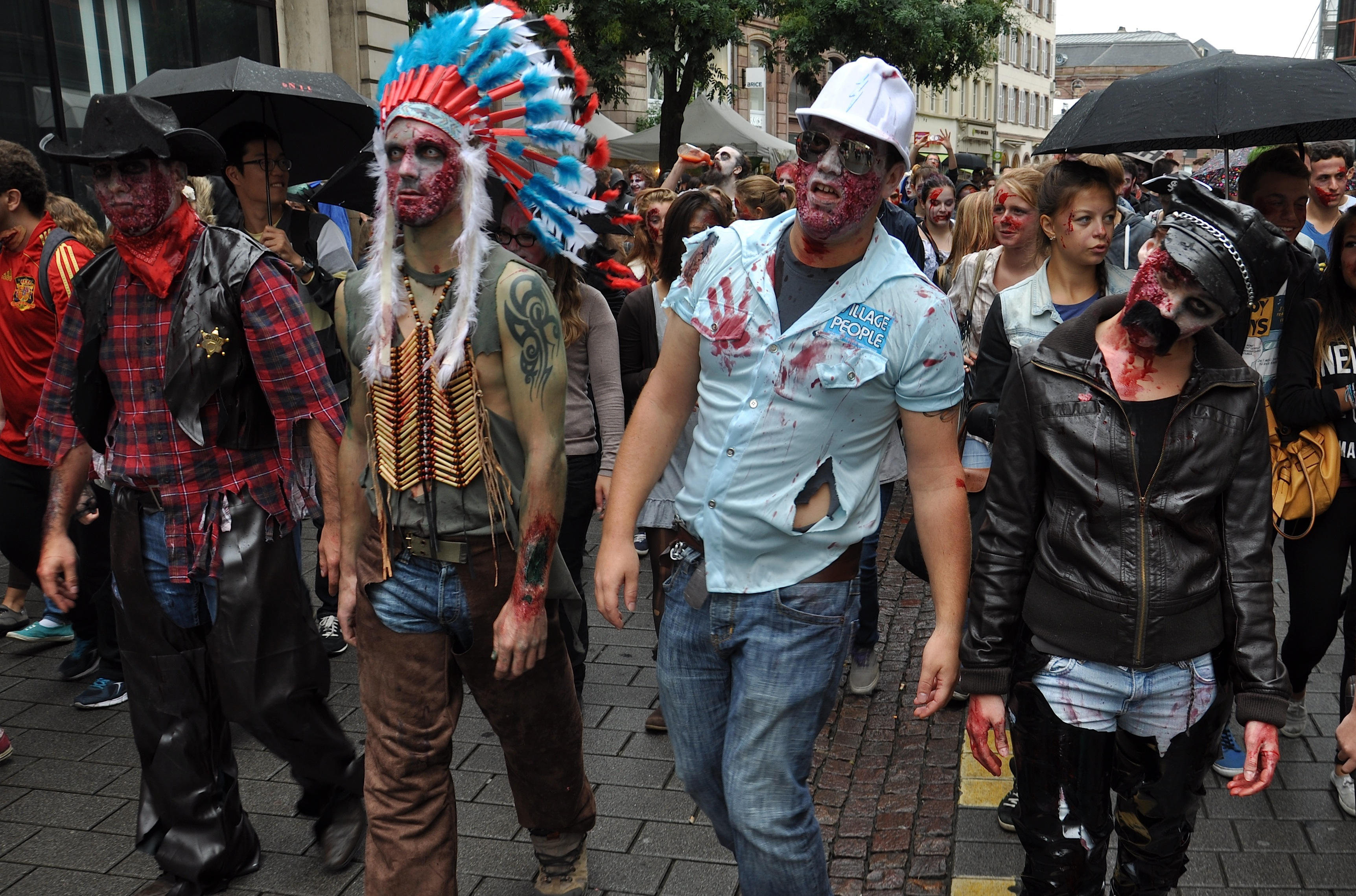
Une marche des zombies à Strasbourg

## Des exemples
−	
Cet événement a lieu dans des villes d'un grand nombre de pays, notamment :
- Pittsburgh
- Toronto
- Nottingham
- Brisbane
- Fremont
- Herefordshire
- New Jersey
- Dublin
- Grand Rapids
- Denver
- Mexico
- Santiago du Chili
- Long Beach
- Buenos Aires
- Minneapolis
- Santa Cruz de Tenerife[6]
- Tel Aviv[7]
- Londres[8]
- Tokyo[9]
- Strasbourg[10]
- Sacramento[11]
- Sitges[12]